# Plagiognathus rideri
Plagiognathus rideri är en insektsart som beskrevs av Schuh 2001. Plagiognathus rideri ingår i släktet Plagiognathus och familjen ängsskinnbaggar. Inga underarter finns listade i Catalogue of Life.